# Ludwig Schneider
Ludwig Schneider (Erdhausen, 20 settembre 1898 – Lollar, 23 aprile 1978) è stato un politico tedesco.

## Appartenenza politica
Schneider aderì alla FDP, il Partito Liberale Democratico, subito dopo la fine della seconda guerra mondiale, ma la lasciò nel 1956, quando era deputato, assieme ad altri 15 deputati e quattro ministri (il cosiddetto Gruppo di Euler); fu dunque tra i fondatori, il 23 febbraio 1956, del Partito Liberale Popolare (FVP), che confluì un anno più tardi nel Partito Tedesco (DP). Quando quest'ultimo, nel 1961 si unì al Blocco Pantedesco/Lega dei rifugiati e degli espulsi (GB/BHE) nel nuovo Partito Pantedesco (GDP), Schneider denunciò l'accordo come un matrimonio contro natura, ed approdò alla CDU, e di questo partito ha fondato la sezione di Lollar, che ha guidato fino al 1972.

## Carriera politica

### Nazionale
Schneider fu membro del Bundestag dalla prima elezione nel 1949 al 1957 e poi nuovamente dal 1958 (subentrò a August-Martin Euler) al 1961.
Dal 1953 al 1957 fu vicepresidente del Bundestag. Dalla creazione del gruppo FVP al Bundestag il 1º marzo 1956, al suo scioglimento nel gruppo di DP il 13 marzo 1957 fu presidente del gruppo parlamentare; dal giorno successivo al termine della legislatura, nel successivo mese di settembre, fu co-presidente, assieme a Ernst-Christoph Brühler, del gruppo DP/FVP.

### Locale
Fu membro del consiglio del Circondario di Gießen dal 1952 al 1960 e poi dal 1964 al 1968, e ne fu presidente dal 1952 al 1956 e vice dal 1956 al 1960 e dal 1964 al 1968. Dal 1964 al 1972 fu membro del consiglio comunale di Lollar.
| Controllo di autorità | VIAF (EN) 296761502 · GND (DE) 1031582584 |